# Polyrhachis machaon
Polyrhachis machaon är en myrart som beskrevs av Santschi 1920. Polyrhachis machaon ingår i släktet Polyrhachis och familjen myror. Inga underarter finns listade i Catalogue of Life.